# Felipe Naveca
Felipe Gomes Naveca é um cientista brasileiro em virologia e biologia molecular, Em março de 2020, coordenou o sequenciamento do genoma do novo coronavírus na Amazônia, de uma amostra de vírus de um paciente infectado na Espanha.
No estudo, feito pela Fundação Oswaldo Cruz (Fiocruz), foram identificadas mutações no vírus, quando comparado ao vírus sequenciado em São Paulo. O primeiro genoma do vírus no Brasil foi sequenciado no Instituto Adolfo Lutz, vinculado ao governo estadual de São Paulo, coordenado pela pesquisadora Ester Sabino.